# Вера
Вера́ (індонез. Wera) — один з 18 районів округу Біма провінції Західна Південно-Східна Нуса у складі Індонезії. Розташований у північній частині провінції. Адміністративний центр — село Тавалі.
Населення — 28501 особа (2013; 28353 в 2012, 28032 в 2010).

## Адміністративний поділ
До складу району входять 11 сіл:
| Населений пункт  | Населення, осіб (2010) |
| ---------------- | ---------------------- |
| Бала, село       | 1513                   |
| Вора, село       | 2949                   |
| Нанга-Вера, село | 1885                   |
| Нтоке, село      | 1912                   |
| Нунггі, село     | 3657                   |
| Оїтуї, село      | 858                    |
| Паї, село        | 3222                   |
| Сангіанг, село   | 3782                   |
| Тавалі, село     | 4782                   |
| Тадева, село     | 767                    |
| Хідіраса, село   | 2705                   |